# Казете (Асколи Пичено)
Казете (итал. Casette) насеље је у Италији у округу Асколи Пичено, региону Марке.
Према процени из 2011. у насељу је живело 274 становника. Насеље се налази на надморској висини од 371 м.